# Neonerita affinis
Neonerita affinis là một loài bướm đêm thuộc phân họ Arctiinae, họ Erebidae.